# El porqué de las cosas
El porqué de las cosas es una película catalana dirigida por Ventura Pons en 1995, adaptación del libro de relatos homónimo de Quim Monzó.

## Reparto

### segmento "Voluntad"
- Lluís Homar: maestro.

### segmento "Sensatez"
- Pepa López: esposa
- Àlex Casanovas: marido

### segmento "Honestidad"
- Mercè Arànega: enfermera
- Paca Barrera
- Joan Melchor: doctor

### segmento "Sinceridad"
- Mercè Pons: novia
- Pere Ponce: novio

### segmento "Sumisión"
- Anna Lizaran: mujer sumisa

### segmento "Competición"
- Camilo Rodríguez: Morell
- Vicenta N'Dongo: vecina
- Àurea Márquez: Babà
- Jordi Boixaderas: (voz)

### segmento "Pasión"
- Abel Folk: marido
- Sergi Mateu: amante

### segmento "Compenetración"
- Jordi Bosch: Jaume
- Rosa Gàmiz: Carme

### segmento "Ego"
- Núria Hosta: cita del egoísta
- Francesc Orella: egoísta

### segmento "Despecho"
- Beatriz Guevara: Grmpf
- Jordi Sànchez: Piti
- Carles Martí: Xavi
- Helena Colomé: Mari
- Joan Matamalas: Toni
- Lali Barenys: Anni
- Àlex Brendemühl
- Luis Posada: (voz)

### segmento "Deseo"
- Rosa Novell: esposa
- Jordi Dauder: marido

### segmento "Celos"
- Anna Azcona
- Joan Crosas: Onán

### segmento "Amor"
- Rossy de Palma: bibliotecaria
- Pere Arquillué: futbolista
- Marian Valera: amiga de la bibliotecaria
- Joan Carles Gustems: (voz)

### segmento "Fe"
- Sílvia Munt: esposa
- Ramon Madaula: marido

### segmento "Duda"
- Pepe Rubianes: setero
- Jorge Rodero: gnomo
- Pep Sais: gnomo
- Adrià Collado: no aparece en los créditos.